# Firmus
Firmus († 375) byl římský uzurpátor, který vedl povstání proti císaři Valentinianovi I.
Narodil se jako syn maurského knížete Nubela, sloužícího v římském vojsku a vyznávajícího křesťanství. Po Nubelově smrti na počátku sedmdesátých let 4. století Firmus zabil Zammaca, jednoho ze svých četných bratrů a oblíbence velitele v severní Africe (comes Africae) Romana, jenž si neprávem osvojil otcův majetek. Romanus využil svého vlivu na císařském dvoře k Firmovu očernění, načež Firmus zahájil ze strachu o svoji bezpečnost vzpouru. Na jeho stranu se přidaly i některé římské vojenské oddíly a prohlásily ho za císaře.
Valentinianus v roce 373 vyslal z Galie do severní Afriky generála jezdectva (magister equitum) Flavia Theodosia. Vojevůdce brzy po příjezdu do města Sitifis (dnešní Sétif) nařídil uvrhnout Romana do vězení a poté zamířil do provincie Mauretania Caesariensis, aby se vypořádal s Firmem. Ten se nejprve snažil dosáhnout smíru a poskytl Theodosiovi rukojmí. Theodosius však nevěřil Firmovým záměrům a posléze obnovil nepřátelství.
Konflikt se odehrával převážně v suchých oblastech jižní Mauretánie, přičemž Firmus se opíral o podporu tamějších maurských kmenů a schizmatických donatistů, perzekvovaných Romanem. Firmus nechal dokonce v Rusuccuru zabít nicejské křesťany, protivníky donatistů. Theodosius opakovaně čelil mnohonásobné přesile nepřátel a ocital se na pokraji porážky. Firmus mající na své straně početné místní obyvatelstvo ho několikrát přiměl k ústupu. Nakonec Theodosius využil zrady jednoho z Firmových podřízených, který ho dal zadržet. Nicméně Firmus se vyvaroval zajetí tím, že spáchal sebevraždu.